# ビ〜チ9
『ビ〜チ9』（ビーチナイン）は、テレビ埼玉で2009年1月3日から毎週土曜23:45 - 24:00に放送しているお色気バラエティ番組である。

## 概要
- あかひげ薬局創立者の内原茂樹とアシスタントのAV女優がゲストを迎えてトークやゲームなどを行う。『青少年育成番組』のため、トーク内容は節度を守るように毎回アナウンスがされている。

- マンスリーゲストとして、3人のAV女優がゲスト出演する[注 1]。以前はアシスタント、ゲストのほとんどがティーパワーズ所属であったが特にこだわらないキャスティングになっている[1]。

- 内容は、AV女優の初めての××談、AV撮影秘話、性のお悩み相談、また、1対1でゲーム（セクシー野球拳、ツイスターゲーム等）を競い、負けた方には罰ゲームが待っているコーナーもある。また、『青少年育成番組』のため番組内で用いられている性的なことを示す言葉は、番組独自の隠語を使用している[注 2]。

- 月末最終週にはロケ先（本田書店・店舗）から新人らのAV女優（3ヶ月毎に交代）がゲスト出演して、自身のDVD作品を紹介するコーナーがあった。（2009年1月 - 2014年3月）[注 3]

- 以前の収録は前番組の「女又力くん」に続いて、ダイニングバー「Soul(s)」等で行われていた。2017年9月まで[いつ?]はティーパワーズ系キャバクラ「レッドドラゴン」で行われていた。2017年10月は渋谷のヒーローで収録している。

- 当初、千葉テレビ放送でも放送したが、わずか1か月で打ち切られた[2]。

- 2011年、テレビ埼玉の社長賞を受賞した[3][注 4]。

- 2014年4月以降ノンスポンサーとなったため、番組内CMはACジャパンのみとなっているが、不定期でレジャーホテルや内原が創立に関わったあかひげ薬局のコマーシャルが流れる。提供クレジットにあたる部分にはアシスタントが出演する映像が流れている。
  - 番組中盤にはあかひげ薬局のインフォマーシャルが放映されており、首都圏のあかひげ薬局各店の紹介と、週替わりであかひげ薬局で販売されているおすすめ商品をアシスタントが紹介している。

- 2015年1月第1週放送回冒頭で推川ゆうりから松岡ちなへアシスタント交代が行われ、推川ゆうりはそのままマンスリーゲストに。

- 2015年10月から2016年3月までは松岡ちなと瑠川リナが毎月交互にアシスタントを担当し、2016年4月から2016年10月の間は瑠川リナが連続で担当した。

- ゲストの出演は月替わりのため、月が変わると新たなゲストが登場するが、2017年4月1日と2020年2月1日の放送回はそれぞれ前月のゲストのまま放送した(理由は不明)。

## 出演者

### レギュラー
司会
- 内原茂樹（あかひげ薬局社長）

ナレーション
- 御崎真美

### アシスタント・ゲスト一覧
| 年     | 月                                 | アシスタント                                        | マンスリーゲスト                                    | 最終週のゲスト      |
| ------ | ---------------------------------- | --------------------------------------------------- | --------------------------------------------------- | ------------------- |
| 2009年 | 1月                                | 朝日奈あかり                                        | 音羽かなで、蒼井怜                                  | 藤井シェリー        |
| 2009年 | 2月                                | 朝日奈あかり                                        | 雨宮琴音、AYA                                       | 藤井シェリー        |
| 2009年 | 3月                                | 朝日奈あかり                                        | 石川鈴華、成瀬心美                                  | 藤井シェリー        |
| 2009年 | 4月                                | 朝日奈あかり                                        | 浅乃ハルミ、北島ゆり                                | 朝日奈あかり        |
| 2009年 | 5月                                | 朝日奈あかり                                        | 藤浦めぐ、飯島くらら                                | 朝日奈あかり        |
| 2009年 | 6月                                | 朝日奈あかり                                        | 蒼井怜、雨宮琴音                                    | 朝日奈あかり        |
| 2009年 | 7月                                | 朝日奈あかり                                        | ミリア、里美ゆりあ                                  | 白咲舞 亜希菜       |
| 2009年 | 8月                                | 朝日奈あかり                                        | 青空小夏、成瀬心美                                  | 白咲舞 亜希菜       |
| 2009年 | 9月                                | 朝日奈あかり                                        | みひろ、範田紗々                                    | 白咲舞 亜希菜       |
| 2009年 | 10月                               | 小澤マリア                                          | 桜ここみ                                            | 愛内梨花            |
| 2009年 | 11月                               | 朝日奈あかり                                        | 伊東遥、月本みほの                                  | 愛内梨花            |
| 2009年 | 12月                               | 朝日奈あかり                                        | 辰巳ゆい、一ノ瀬アメリ                              | 愛内梨花            |
| 2010年 | 1月                                | 朝日奈あかり                                        | 藤崎りお、希崎ジェシカ                              | 秋山祥子            |
| 2010年 | 2月                                | 朝日奈あかり                                        | かすみ果穂、桜ここみ                                | 秋山祥子            |
| 2010年 | 3月                                | 友田彩也香                                          | 並木優、月城まおら                                  | 秋山祥子            |
| 2010年 | 4月                                | 朝日奈あかり                                        | @YOU、白咲舞                                        | 滝沢ひかる          |
| 2010年 | 5月                                | 朝日奈あかり                                        | 藤本リーナ、雪乃ほたる                              | 滝沢ひかる          |
| 2010年 | 6月                                | 朝日奈あかり                                        | 絵色千佳、桜ここみ                                  | 滝沢ひかる          |
| 2010年 | 7月                                | 朝日奈あかり                                        | 彩月あかり、鈴木ミント                              | 西野ちな            |
| 2010年 | 8月                                | 朝日奈あかり                                        | 小澤マリア、Nina                                    | 西野ちな            |
| 2010年 | 9月                                | 朝日奈あかり                                        | 大槻ひびき、Maika                                   | 西野ちな            |
| 2010年 | 10月                               | 朝日奈あかり                                        | 青山ローラ、マリア・エリヨリ                        | 結城ミシェル        |
| 2010年 | 11月                               | 朝日奈あかり                                        | 矢吹杏、優希まこと                                  | 結城ミシェル        |
| 2010年 | 12月                               | 朝日奈あかり                                        | Maika、桜ここみ                                     | 結城ミシェル        |
| 2011年 | 1月                                | マリア・エリヨリ                                    | かすみ果穂、里美ゆりあ                              | 小倉奈々            |
| 2011年 | 2月                                | マリア・エリヨリ                                    | 加藤リナ、志保                                      | 小倉奈々            |
| 2011年 | 3月                                | 小澤マリア                                          | 鈴香音色、雨宮琴音                                  | 小倉奈々            |
| 2011年 | 4月                                | 成瀬心美                                            | 藤本リーナ、星崎アンリ                              | 伊東美姫            |
| 2011年 | 5月                                | 神咲詩織                                            | 愛原エレナ、藤井シェリー                            | 伊東美姫            |
| 2011年 | 6月                                | 桜ここみ                                            | 小澤マリア、大槻ひびき                              | 伊東美姫            |
| 2011年 | 7月                                | 神咲詩織                                            | めぐり、月城ルネ                                    | 葵つかさ            |
| 2011年 | 8月                                | 神咲詩織                                            | 北条麻妃、紗奈                                      | 葵つかさ            |
| 2011年 | 9月                                | 神咲詩織                                            | つばさ、城沢アスカ                                  | 葵つかさ            |
| 2011年 | 10月                               | 神咲詩織                                            | 水沢心音、沖ひとみ                                  | 沖ひとみ            |
| 2011年 | 11月                               | 神咲詩織                                            | 小滝みい菜、小西友梨                                | 沖ひとみ            |
| 2011年 | 12月                               | 神咲詩織                                            | 波多野結衣、里崎あかね                              | 沖ひとみ            |
| 2012年 | 1月                                | 神咲詩織                                            | 朝日奈あかり、桜ここみ                              | Maika               |
| 2012年 | 2月                                | 神咲詩織                                            | めぐり、Maika                                       | Maika               |
| 2012年 | 3月                                | 神咲詩織                                            | 水樹りさ、加護芽衣                                  | Maika               |
| 2012年 | 4月                                | Maika                                               | 小橋咲、水谷心音                                    | 松本メイ            |
| 2012年 | 5月                                | 神咲詩織                                            | 荒木ありさ、沖ひとみ                                | 松本メイ            |
| 2012年 | 6月                                | 桜ここみ                                            | 波多野結衣、更田まき                                | 松本メイ            |
| 2012年 | 7月                                | 神咲詩織                                            | 桜ここみ、佳苗るか                                  | 川上奈々美 水樹りさ |
| 2012年 | 8月                                | 桜ここみ                                            | 加護芽衣、星月あず                                  | 川上奈々美 水樹りさ |
| 2012年 | 9月                                | 桜ここみ                                            | 音無さやか、藤北彩香                                | 川上奈々美 水樹りさ |
| 2012年 | 10月                               | 桜ここみ                                            | 水樹りさ、香西咲                                    | 結夜                |
| 2012年 | 11月                               | 水樹りさ                                            | 椎名理紗、くるめまゆ                                | 結夜                |
| 2012年 | 12月                               | 桜ここみ                                            | 小出静香、古川いおり                                | 結夜                |
| 2013年 | 1月                                | 桜ここみ                                            | 近藤綾奈、二宮ナナ                                  | 辰巳ゆい            |
| 2013年 | 2月                                | 桜ここみ                                            | 瀬名あゆむ、佳苗るか                                | 辰巳ゆい            |
| 2013年 | 3月                                | 桜ここみ                                            | 山川青空、前川あずさ                                | 辰巳ゆい            |
| 2013年 | 4月                                | 山川青空                                            | EMIRU、古川いおり                                   | 由愛可奈            |
| 2013年 | 5月                                | 山川青空                                            | 立花さや、神咲詩織                                  | 由愛可奈            |
| 2013年 | 6月                                | 山川青空                                            | 早瀬ありす、小出静香                                | 由愛可奈            |
| 2013年 | 7月                                | 山川青空                                            | 佳苗るか、古川いおり                                | 小島みなみ          |
| 2013年 | 8月                                | 山川青空                                            | 桜ここみ、大槻ひびき                                | 小島みなみ          |
| 2013年 | 9月                                | 山川青空                                            | あいださくら、立花さや                              | 小島みなみ          |
| 2013年 | 10月                               | 山川青空                                            | 推川ゆうり、未来                                    | 伊東紅              |
| 2013年 | 11月                               | 推川ゆうり                                          | 本城小百合、水樹りさ                                | 伊東紅              |
| 2013年 | 12月                               | 推川ゆうり                                          | 羽川まどか、Maika                                   | 伊東紅              |
| 2014年 | 1月                                | 推川ゆうり                                          | 佳苗るか、藤北彩香                                  | 長澤えりな          |
| 2014年 | 2月                                | 推川ゆうり                                          | 南せりな、北川杏樹                                  | 長澤えりな          |
| 2014年 | 3月                                | 推川ゆうり                                          | 宮野ゆかな、水樹りさ                                | 長澤えりな          |
| 2014年 | 4月                                | 推川ゆうり                                          | 西村江梨、大槻ひびき                                |                     |
| 2014年 | 5月                                | 推川ゆうり                                          | 早坂リア、早瀬ありす                                |                     |
| 2014年 | 6月                                | 推川ゆうり                                          | 古川いおり、かすみりさ                              |                     |
| 2014年 | 7月                                | 推川ゆうり                                          | 楓ゆうか、酒井ももか                                |                     |
| 2014年 | 8月                                | 推川ゆうり                                          | 星野千紗、鈴森汐那                                  |                     |
| 2014年 | 9月                                | 推川ゆうり                                          | 小春ちゃん、大槻ひびき                              |                     |
| 2014年 | 10月                               | 推川ゆうり                                          | 住田みく、蓮実クレア                                |                     |
| 2014年 | 11月                               | 推川ゆうり                                          | 古川いおり、椿かなり                                |                     |
| 2014年 | 12月                               | 推川ゆうり                                          | 篠田ゆう、彩城ゆりな                                |                     |
| 2015年 | 1月                                | 松岡ちな                                            | 推川ゆうり、あゆみ翼                                |                     |
| 2015年 | 2月                                | 松岡ちな                                            | 青葉優香、夏希みなみ                                |                     |
| 2015年 | 3月                                | 松岡ちな                                            | 彩乃なな、早坂リア                                  |                     |
| 2015年 | 4月                                | 松岡ちな                                            | 葉山美空、夏海花凛                                  |                     |
| 2015年 | 5月                                | 松岡ちな                                            | 真島かおる、あやね遙菜                              |                     |
| 2015年 | 6月                                | 松岡ちな                                            | 稲葉由香、涼川絢音                                  |                     |
| 2015年 | 7月                                | 松岡ちな                                            | 夕城芹、希咲あや                                    |                     |
| 2015年 | 8月                                | 松岡ちな                                            | 小西まりえ、大見はるか                              |                     |
| 2015年 | 9月                                | 松岡ちな                                            | 小湊さくら、織田玲子                                |                     |
| 2015年 | 10月                               | 瑠川リナ                                            | 桜木優希音、夏目優希                                |                     |
| 2015年 | 11月                               | 松岡ちな                                            | 浅田結梨、栗林里莉                                  |                     |
| 2015年 | 12月                               | 瑠川リナ                                            | 里美まゆ、朝倉ことみ                                |                     |
| 2016年 | 1月                                | 松岡ちな                                            | 星野ナミ、神ユキ                                    |                     |
| 2016年 | 2月                                | 瑠川リナ                                            | 綾波ゆめ、みおり舞                                  |                     |
| 2016年 | 3月                                | 松岡ちな                                            | 今宮なな、玉城マイ                                  |                     |
| 2016年 | 4月                                | 瑠川リナ                                            | 宮崎あや、星美りか                                  |                     |
| 2016年 | 5月                                | 瑠川リナ                                            | 涼海みさ、なつめ愛莉                                |                     |
| 2016年 | 6月                                | 瑠川リナ                                            | あかり美来、長谷川夏樹                              |                     |
| 2016年 | 7月                                | 瑠川リナ                                            | 葉月美音、花咲いあん                                |                     |
| 2016年 | 8月                                | 瑠川リナ                                            | 八ッ橋さい子、埴生みこ                              |                     |
| 2016年 | 9月                                | 瑠川リナ                                            | 橋本ありな、夏希みなみ                              |                     |
| 2016年 | 10月                               | 瑠川リナ                                            | 川菜美鈴、仁美まどか                                |                     |
| 2016年 | 11月                               | 橋本ありな                                          | 咲坂花恋、戸田真琴                                  |                     |
| 2016年 | 12月                               | 橋本ありな                                          | 成瀬まりか、橘メアリー                              |                     |
| 2017年 | 1月                                | 橋本ありな                                          | 桐谷まつり、森苺莉                                  |                     |
| 2017年 | 2月                                | 橋本ありな                                          | 翼、桜ちなみ                                        |                     |
| 2017年 | 3月                                | 橋本ありな                                          | 紗凪美羽、白咲ゆず                                  |                     |
| 2017年 | 4月                                | 橋本ありな                                          | 明里つむぎ、桐谷まつり                              |                     |
| 2017年 | 5月                                | 橋本ありな                                          | あず希、蓮実クレア                                  |                     |
| 2017年 | 6月                                | 橋本ありな                                          | あかね葵、青山はな                                  |                     |
| 2017年 | 7月                                | 橋本ありな                                          | なごみ、きみと歩実                                  |                     |
| 2017年 | 8月                                | 橋本ありな                                          | 栗衣みい、塚田詩織                                  |                     |
| 2017年 | 9月                                | 橋本ありな                                          | 小池奈央、胡桃華                                    |                     |
| 2017年 | 10月                               | 桐谷まつり                                          | 星奈あい、松下美織                                  |                     |
| 2017年 | 11月                               | 桐谷まつり                                          | 岬ななみ、瀬名きらり                                |                     |
| 2017年 | 12月                               | 桐谷まつり                                          | 生田みく、栄川乃亜                                  |                     |
| 2018年 | 1月                                | 桐谷まつり                                          | 夏樹まりな、豊田愛菜                                |                     |
| 2018年 | 2月                                | 桐谷まつり                                          | 平沢すず、希咲あや                                  |                     |
| 2018年 | 3月                                | 桐谷まつり                                          | 沙月とわ、神ユキ                                    |                     |
| 2018年 | 4月                                | 桐谷まつり                                          | 神坂ひなの、富田優衣                                |                     |
| 2018年 | 5月                                | 桐谷まつり                                          | ふわり結愛、星空もあ                                |                     |
| 2018年 | 6月                                | 桐谷まつり                                          | 七沢みあ、宮村ななこ                                |                     |
| 2018年 | 7月                                | 桐谷まつり                                          | 高波奈々未、結城奏多                                |                     |
| 2018年 | 8月                                | 桐谷まつり                                          | 本庄鈴、橋本れいか                                  |                     |
| 2018年 | 9月                                | 桐谷まつり                                          | 二宮ひかり、黒宮えいみ                              |                     |
| 2018年 | 10月                               | 桐谷まつり                                          | 夕美しおん、彩葉みおり                              |                     |
| 2018年 | 11月                               | 桐谷まつり                                          | 若月まりあ、紺野ひかる                              |                     |
| 2018年 | 12月                               | 桐谷まつり                                          | 望月りさ、藍色りりか                                |                     |
| 2019年 | 1月                                | 桐谷まつり                                          | 高梨りの、蒼あん                                    |                     |
| 2019年 | 2月                                | 若月みいな                                          | つくしみか、新波リア                                |                     |
| 2019年 | 3月                                | 桐谷まつり                                          | 天希ユリナ、さくらみゆき                            |                     |
| 2019年 | 4月                                | 桐谷まつり                                          | 藤川奈緒、楓カレン                                  |                     |
| 2019年 | 5月                                | 桐谷まつり                                          | 七瀬ひな、中西南                                    |                     |
| 2019年 | 6月                                | 桐谷まつり                                          | あずみひな、新垣智江                                |                     |
| 2019年 | 7月                                | 桐谷まつり                                          | 葉月もえ、音海里奈                                  |                     |
| 2019年 | 8月                                | 桐谷まつり                                          | 愛里るい、夏原唯                                    |                     |
| 2019年 | 9月                                | 桐谷まつり                                          | 涼川えいみ、宇佐木あいか                            |                     |
| 2019年 | 10月                               | 桐谷まつり                                          | 雪美千夏、望月あやか                                |                     |
| 2019年 | 11月                               | 桐谷まつり                                          | 四葉さな、悠月リアナ                                |                     |
| 2019年 | 12月                               | 桐谷まつり                                          | 石原理央、竹内有紀                                  |                     |
| 2020年 | 1月                                | 桐谷まつり                                          | もなみ鈴、明望萌衣                                  |                     |
| 2020年 | 2月                                | 桐谷まつり                                          | 姫野ことめ、七瀬未悠                                |                     |
| 2020年 | 3月                                | 桐谷まつり                                          | 東條有希、河奈亜依                                  |                     |
| 2020年 | 4月                                | 桐谷まつり                                          | 音羽ねいろ、河西乃愛                                |                     |
| 2020年 | 5月                                | 『ビ～チ9傑作集』として、過去の放送の総集編を放送。 | 『ビ～チ9傑作集』として、過去の放送の総集編を放送。 |                     |
| 2020年 | 6月                                | 桐谷まつり                                          | 永瀬ゆい、葉月桃                                    |                     |
| 2020年 | 7月                                | 桐谷まつり                                          | 真宮あや、大川月乃                                  |                     |
| 2020年 | 8月                                | 桐谷まつり                                          | 岬あずさ、水月りつ                                  |                     |
| 2020年 | 9月                                | 桐谷まつり                                          | 浅倉真凛、優梨まいな                                |                     |
| 2020年 | 10月                               | 桐谷まつり                                          | 冬愛ことね、優木なお                                |                     |
| 2020年 | 11月                               | 桐谷まつり                                          | 花音うらら、二葉エマ                                |                     |
| 2020年 | 12月                               | 由愛可奈                                            | 仲沢ももか、夕美しおん                              |                     |
| 2021年 |                                    |                                                     |                                                     |                     |
| 1月    | 吉良りん                           | 如月せな、成宮ありあ                                |                                                     |                     |
| 2月    | 吉良りん                           | 石原希望、乙アリス                                  |                                                     |                     |
| 3月    | 石原希望                           | 七瀬アリス、志木あかね                              |                                                     |                     |
| 4月    | 石原希望                           | 宮沢ちはる、東条蒼                                  |                                                     |                     |
| 5月    | 石原希望                           | 藤田こずえ、栗山莉緒                                |                                                     |                     |
| 6月    | 石原希望                           | 吉永このみ、星なこ                                  |                                                     |                     |
| 7月    | 石原希望                           | 詩音乃らん、月島さくら                              |                                                     |                     |
| 8月    | 石原希望                           | 夏川うみ、松宮ひすい                                |                                                     |                     |
| 9月    | 石原希望                           | 涼城りおな、永井リアナ                              |                                                     |                     |
| 10月   | 石原希望                           | 星仲ここみ、花井しずく                              |                                                     |                     |
| 11月   | 石原希望                           | 北野未奈、中山ふみか                                |                                                     |                     |
| 12月   | 石原希望                           | 神楽りん、有坂深雪                                  |                                                     |                     |
| 2022年 | 石原希望                           |                                                     |                                                     |                     |
| 1月    | 石原希望                           | ERINA、宮崎リン                                     |                                                     |                     |
| 2月    | 石原希望                           | 本田瞳、弥生みづき                                  |                                                     |                     |
| 3月    | 石原希望                           | 葵いぶき、のあういか                                |                                                     |                     |
| 4月    | 石原希望                           | 天咲ひめの、黒江ユリ                                |                                                     |                     |
| 5月    | 石原希望                           | 園田ひなの、岬さくら                                |                                                     |                     |
| 6月    | 石原希望                           | 東雲あずさ、塚田詩織                                |                                                     |                     |
| 7月    | 石原希望                           | 円井萌華、宮西ひかる                                |                                                     |                     |
| 8月    | 石原希望                           | 富岡ありさ、恋渕ももな                              |                                                     |                     |
| 9月    | 石原希望                           | 渋谷華、水端あさみ                                  |                                                     |                     |
| 10月   | 石原希望                           | 白花のん、最上一花                                  |                                                     |                     |
| 11月   | 石原希望                           | 和久井美兎、前乃菜々                                |                                                     |                     |
| 12月   | 石原希望                           | 富井美帆、星空のあ                                  |                                                     |                     |
| 2023年 | 石原希望                           |                                                     |                                                     |                     |
| 1月    | 石原希望                           | 千石もなか、竹内夏希                                |                                                     |                     |
| 2月    | 石原希望                           | 月妃さら、広瀬りおな                                |                                                     |                     |
| 3月    | 石原希望                           | 松本梨穂、如月ゆの                                  |                                                     |                     |
| 4月    | 石原希望                           | 伊藤紅蘭、新川ゆず、橋野愛流                        |                                                     |                     |
| 5月    | 石原希望                           | 橘京花、星空もあ、泉田栞                            |                                                     |                     |
| 6月    | 石原希望                           | 末広純、上戸まり、宮城りえ                          |                                                     |                     |
| 7月    | 石原希望                           | 流川はる香、小松杏、紫月ゆかり                      |                                                     |                     |
| 8月    | 石原希望                           | 市川ななみ、彩川ゆめ、川栄結愛                      |                                                     |                     |
| 9月    | 石原希望                           | 今井えみ、優月まりな、仲川そら                      |                                                     |                     |
| 10月   | 石原希望                           | 黒川晴美、橘怜依那、南條彩                          |                                                     |                     |
| 11月   | 宮城りえ                           | 瀬戸ひなこ、朝海凪咲、中条りの                      |                                                     |                     |
| 12月   | 石原希望                           | 岡西友美、最上さきな、稲森美優                      |                                                     |                     |
| 2024年 | 石原希望                           | 1月                                                 | 滝ゆいな、折山愛、森下ことの                        |                     |
| 2024年 | 石原希望                           | 2月                                                 | 成望るか、福田もも、渋田あかり                      |                     |
| 2024年 | 石原希望                           | 3月                                                 | 村上悠華、三田真鈴、百田光希                        |                     |
| 2024年 | 4月                                | 宮城りえ                                            | 天野花乃、佐伯紗優梨、音羽美鈴                      |                     |
| 2024年 | 5月                                | 宮城りえ                                            | 月見若葉、戸川なみ、中丸未来                        |                     |
| 2024年 | 6月                                | 宮城りえ                                            | 十束るう、永瀬かれん                                |                     |
| 2024年 | 7月                                | 宮城りえ                                            | 日向ひかげ、蒼いおり、鳥越ひな                      |                     |
| 2024年 | 8月                                | 宮城りえ                                            | 野原なこ、松下りこ、上坂めい                        |                     |
| 2024年 | 9月                                | 宮城りえ                                            | 道久てん、白石かんな、目黒ひな美                    |                     |
| 2024年 | 10月                               | 宮城りえ                                            | 桜木美音、水谷梨明日、有岡みう                      |                     |
| 2024年 | 11月                               | 宮城りえ                                            | 久和原せいら、結月りあ、相月菜緒                    |                     |
| 2024年 | 12月                               | 宮城りえ                                            | 海野いくら、菊池はる、愛葉陽葵                      |                     |
| 2025年 |                                    | 宮城りえ                                            |                                                     |                     |
| 1月    | 北村海智、葉月ひな、朝比ゆの       | 宮城りえ                                            |                                                     |                     |
| 2月    | 江戸川もなか、鳴海まりる、水瀬りた | 宮城りえ                                            |                                                     |                     |
| 3月    | 松丸香澄、早瀬文乃、篠崎菜都香     | 宮城りえ                                            |                                                     |                     |
| 4月    | 若月もあ、坂下真希、羽月果音       | 宮城りえ                                            |                                                     |                     |
| 5月    | 藤川乃風、真白みのり、夕木こいろ   | 宮城りえ                                            |                                                     |                     |
| 6月    | 神崎ゆま、水本葉、天美めあ         | 宮城りえ                                            |                                                     |                     |

### 旧レギュラー
コーナー進行
- 渡辺恋 - 月末週のみ本田書店コーナーに出演。（ - 2014年3月）

## スタッフ
- 衣装協力：Be With
- 協力：あかひげ薬局
- ディレクター：ホッティー、中里晃平
- チーフプロデューサー：中原大地
- 制作著作：テレ玉